# Списък с филмите на „Уолт Дисни Анимейшън Студиос“
Това е списък с филмите на Уолт Дисни Анимейшън Студиос, американско анимационно студио със седалище в Бърбанк, Калифорния. Студиото създава пълнометражни анимационни филми и е собственост на Уолт Дисни Къмпани.
Студиото е продуцирало 62 филма, започвайки със Снежанка и седемте джуджета (1937), един от първите пълнометражни анимационни филми и първият, създаден в САЩ. Най-новият филм е Смелата Ваяна 2 (2024), а следващите – Зоотрополис 2, насрочен за 26 ноември 2025 г., и неозаглавен филм, с премиерна дата 25 ноември 2026 г.

## Филмография
Този списък включва филмите, създадени от Уолт Дисни Анимейшън Студиос; известно преди като Уолт Дисни Прадакшънс (1937–1985) и Уолт Дисни Фийчър Анимейшън (1986–2007).
Бележка: Този списък не включва филми, създадени от Диснитуун Студиос, Пиксар Анимейшън Студиос, Блу Скай Студиос и Туентиът Сенчъри Анимейшън.

### Издадени филми
| #                                 | Филм                                  | Премиера                   | Режисьор(и) | Сценарист(и) | Базиран на/Вдъхновен от                                                              | Продуцент(и)                           |
| като Уолт Дисни Прадакшънс        | като Уолт Дисни Прадакшънс            | като Уолт Дисни Прадакшънс | като Уолт Дисни Прадакшънс | като Уолт Дисни Прадакшънс | като Уолт Дисни Прадакшънс                                                           | като Уолт Дисни Прадакшънс             |
| --------------------------------- | ------------------------------------- | -------------------------- | --- | --- | ------------------------------------------------------------------------------------ | -------------------------------------- |
| 1                                 | Снежанка и седемте джуджета           | 21 декември 1937           | Главен режисьор: Дейвид Ханд Режисьори: Уилям Котрел, Уилфред Джаксън, Лари Мори, Пърс Пиърс и Бен Шарпстийн                                                                | Дороти Ан Бланк, Ричард Крийдън, Мерил Де Марис, Ото Ингландър, Ърл Хърд, Дик Рикард, Тед Сиърс и Уеб Смит | Снежанка от Братя Грим                                                               | Уолт Дисни                             |
| 2                                 | Пинокио                               | 7 февруари 1940            | Главни режисьори: Хамилтън Лъск и Бен Шарпстийн Режисьори: Норм Фъргюсън, Джак Кини, Уилфред Джаксън, Торнтън Хий и Бил Робъртс                                             | Аурелиус Баталия, Били Котрел, Ото Ингландър, Ердман Пенер, Джоузеф Сабо, Тед Сийрс и Уеб Смит | Приключенията на Пинокио от Карло Колоди                                             | Уолт Дисни                             |
| 3                                 | Фантазия                              | 13 ноември 1940            | Джеймс Алгар, Самуел Армстронг, Форд Бийб, Норм Фъргюсън, Дейвид Ханд, Джим Хендли, Торнтън Хий, Уилфред Джаксън, Намилтън Лъск, Бил Робъртс, Пол Сатърфилд и Бен Шарпстийн | Джо Грант и Дик Хюмър | Чиракът-магесник от Йохан Волфганг фон Гьоте                                         | Уолт Дисни и Бен Шарпстийн             |
| 4                                 | Дъмбо                                 | 23 октомври 1941           | Главен режисьор: Бен Шарпстийн Режисьори: Самуел Армстронг, Норман Фъргюсън, Уилфред Джаксън, Джак Кини и Били Робъртс                                                      | Джо Грант и Дик Хюмър | Дъмбо, летящият слон от Хелън Аберсън                                                | Уолт Дисни                             |
| 5                                 | Бамби                                 | 13 август 1942             | Главен режисьор: Дейвид Ханд Режисьори: Джеймс Алгар, Самуел Армстронг, Греъм Хейд, Бил Робъртс, Пол Сатърфилд и Норман Райт                                                | Мък Коуч, Карл Фалбърг, Лари Мори, Пърси Пиърс, Мел Шоу, Върнън Сталингс и Ралф Райт | Бамби, животът в гората от Феликс Салтън                                             | Уолт Дисни                             |
| 6                                 | Поздрави, приятели                    | 6 февруари 1943            | Норм Фъргюсън, Уилфред Джаксън, Джак Кини, Хамилтън Лъск и Бил Робъртс | Хомър Бритман, Джо Грант, Дик Хумър, Харолд Рийвс, Рон Уилямс и Ралф Райт | оригинална история                                                                   | Уолт Дисни                             |
| 7                                 | Тримата кабалерос                     | 3 февруари 1943            | Главен режисьор: Норм Фъргюсън Режисьори: Клайд Джероними, Джак Кини, Бил Робъртс и Харолд Янг                                                                              | Джеймс Бодреро, Хомър Бритман, Дел Конел, Бил Пийт, Елмър Плумър, Тед Сиърс, Ърнест Терасас, Рой Уилямс и Ралф Райт                                                                                              | оригинална история                                                                   | Уолт Дисни                             |
| 8                                 | Направи моята музика                  | 20 април 1946              | Клайд Джероними, Джак Кини, Хамилтън Лъск и Джошуа Мидър | Джеймс Бодреро, Хомър Бритман, Еруин Грейъм, Ерик Гърни, Торнтън Хий, Силвия Холанд, Дик Хумър, Дик Келси, Дик Кини, Джеси Марш, Том Ореб, Кап Палмър, Ердман Пенер, Дик Шоу, Джон Уалбридж и Рой Уилямс         | Casey at the Bat от Ърнест Тейер и Петър и вълкът от Сергей Прокофиев                | Уолт Дисни                             |
| 9                                 | Веселби и безгрижие                   | 27 септември 1947          | Джак Кини, Хамилтън Лъск, Уилям Моргън и Бил Робъртс | Хомър Бритман, Елдън Дедини, Ланс Ноли, Том Ореб, Хари Рийвс и Тед Сиърс | Малката мечка Бонго от Синклер Луис и Джак и бобеното стъбло от Бенджамин Табарт     | Уолт Дисни                             |
| 10                                | Време за мелодии                      | 27 май 1948                | Клайд Джероними, Уилфред Джаксън, Джак Кини и Хамилтън Лъск | Кен Андерсън, Хомър Бритман, Били Котрел, Уинстън Хайблър, Джеси Марш, Боб Мур, Ердвам Пенер, Хари Рийвс, Джо Риналди, Тед Сиърс, Арт СКот и Джон Уалбридж                                                       | Little Toot от Харди Граматки, Trees от Джойс Килмър и Пекъс Бил                     | Уолт Дисни                             |
| 11                                | Приключенията на Икабод и мистър Тоуд | 5 октомври 1949            | Джеймс Алгар, Клайд Джероними и Джак Кини | Хомър Бритман, Уинстън Хайблър, Ердман Пенер, Хари Рийвс, Джо Риналди и Тед Сиърс | The Wind in the Willows от Кенет Греъм и Легенда за Слийпи Холоу от Уошингтън Ървинг | Уолт Дисни                             |
| 12                                | Пепеляшка                             | 15 февруари 1950           | Клайд Джероними, Уилфред Джаксън и Хамилтън Лъск | Кен Андерсън, Хомър Бритман, Уинстън Хайблър, Бил Пийт, Ердман Пенер, Хари Рийвс, Джо Риналди и Тед Сиърс | Пепеляшка от Шарл Перо                                                               | Уолт Дисни                             |
| 13                                | Алиса в Страната на чудесата          | 28 юли 1951                | Клайд Джероними, Уилфред Джаксън и Хамилтън Лъск | Милт Банта, Дел Конел, Били Котрел, Джо Грант, Уинстън Хайблър, Дик Хумър, Дик Килси, Том Ореб, Бил Пийт, Ердман Пенер, Джо Риналди, Тед Сиърс и Джон Уалбридж                                                   | Алиса в Страната на чудесата от Луис Карол                                           | Уолт Дисни                             |
| 14                                | Питър Пан                             | 5 февруари 1953            | Клайд Джероними, Уилфред Джаксън и Хамилтън Лъск | Милт Банта, Били Котрел, Уинстън Хайблър, Бил Пийт, Ердман Пенер, Джо Риналди, Тед Сиърс и Ралф Райт | Питър Пан от Джеймс Матю Бари                                                        | Уолт Дисни                             |
| 15                                | Лейди и Скитника                      | 22 юни 1955                | Клайд Джероними, Уилфред Джаксън и Хамилтън Лъск | Дон Дагради, Ердман Пенер, Джо Риналди и Ралф Райт | Happy Dan, the Cynical Dog от Уард Грийн                                             | Уолт Дисни                             |
| 16                                | Спящата красавица                     | 29 януари 1959             | Главен режисьор: Клайд Джероними Режисьори: Лес Кларк, Ерик Ларсън и Волфганг Райтерман                                                                                     | Милт Банта, Уинстън Хайблър, Бил Пийт, Ердман Пенер, Джо Риналди, Тед Сиърс и Ралф Райт | Спящата красавица от Шарл Перо и Малката роза от Братя Грим                          | Уолт Дисни                             |
| 17                                | Сто и един далматинци                 | 25 януари 1961             | Клайд Джероними, Хамилтън Лъск и Волфганг Райтерман | Бил Пийт | Сто и един далматинци от Доуди Смит                                                  | Уолт Дисни                             |
| 18                                | Мечът в камъка                        | 25 декември 1963           | Волфганг Райтерман | Бил Пийт | Мечът в камъка от Теренс Хенбъри Уайт                                                | Уолт Дисни                             |
| 19                                | Книга за джунглата                    | 18 октомври 1967           | Волфганг Райтерман | Кен Андерсън, Лари Клемънс, Ванс Гери и Ралф Райт | Книга за джунглата от Ръдиард Киплинг                                                | Уолт Дисни                             |
| 20                                | Аристокотките                         | 24 декември 1970           | Волфганг Райтерман | Кен Андерсън, Лари Клемънс, Ерик Клиуорт, Ванс Гери, Юлиус Свендсен, Франк Томас и Ралф Райт | Аристокотките от Том Макгоуън и Том Роуи                                             | Уинстън Хайблър и Волфганг Райтерман   |
| 21                                | Робин Худ                             | 8 ноември 1973             | Волфганг Райтерман | Кен Андерсън, Лари Клемънс, Ерик Клиуорт, Ванс Гери, Дейвид Микенър, Юлиус Свандсен и Франк Томас | Легендата за Робин Худ                                                               | Волфганг Райтерман                     |
| 22                                | Многото приключения на Мечо Пух       | 11 март 1977               | Джон Лънсбъри и Волфганг Райтерман | Кен Андерсън, Хавиер Атенсио, Тед Бърман, Лари Клемънс, Ерик Клиуорт, Ванс Гери, Уинстън Хайблър, Юлиус Свандсен и Ралф Райт                                                                                     | Мечо Пух от Алън Милн                                                                | Волфганг Райтерман                     |
| 23                                | Спасителите                           | 22 юни 1977                | Джон Лънсъбри, Волфганг Райтерман и Арт Стивънс | Кен Андерсън, Тед Бърман, Лари Клемънс, Ванс Гери, Фред Лъки, Бърни Матинсън, Дейвид Микенър, Дик Себаст и Франк Томас                                                                                           | Поредицата от книги Спасителите от Марджъри Шарп                                     | Волфганг Райтерман                     |
| 24                                | Лисицата и хрътката                   | 10 юли 1981                | Тед Бърман, Ричард Рич и Арт Стивънс | Тед Бърман, Лари Клемънс, Ванс Гери, Стив Хълет, Ърл Крес, Бърни Матинсън, Дейвид Микенър и Питър Янг | Лисицата и хрътката от Даниел Маникс                                                 | Волфганг Райтерман и Арт Стивънс       |
| 25                                | Черният казан                         | 24 юли 1985                | Тед Бърман и Ричард Рич | Тед Бърман, Ванс Гери, Джо Хейл, Дейвид Джонас, Рой Морита, Ричард Рич, Арт Стивънс, Ал Уилсън и Питър Янг | The Chronicles of Prydain от Лойт Александър                                         | Джо Хейл                               |
| като Уолт Дисни Фийчър Анимейшън  |                                       |                            | | |                                                                                      |                                        |
| 26                                | Базил, великият мишок детектив        | 2 юли 1986                 | Рон Клемънтс, Бърни Матинсън, Дейвид Микенър и Джон Мъскър | Рон Клемънтс, Ванс Гери, Стив Хълет, Бърни Матинсън, Дейвид Микенър, Брус М. Морис, Джон Мъскър, Матю О’Калагън, Мелвин Шоу и Петър Янг                                                                          | Basil of Baker Street от Ив Тайтъс                                                   | Бърни Матинсън                         |
| 27                                | Оливър и приятели                     | 18 ноември 1988            | Джордж Скрибнър | Джим Кокс, Тимъти Дисни и Джеймс Манголд | Оливър Туист от Чарлз Дикенс                                                         | Кейтлин Гавин                          |
| 28                                | Малката русалка                       | 17 ноември 1989            | Рон Клемънтс и Джон Мъскър | Рон Клемънтс и Джон Мъскър | Малката русалка от Ханс Кристиан Андерсен                                            | Хоуърд Ашман и Джон Мъскър             |
| 29                                | Спасителите в Австралия               | 16 ноември 1990            | Хендел Бътой и Майк Гейбриъл | Джим Кокс, Кари Къркпатрик, Джо Ранфт и Байрън Симпсън | Поредицата от книги Спасителите от Марджъри Шарп                                     | Томас Шумахер                          |
| 30                                | Красавицата и Звяра                   | 22 ноември 1991            | Гари Трусдейл и Кърк Уайз | Линда Улвъртън | Красавицата и Звяра от Жан-Мари Льопринс дьо Бомон                                   | Дон Хан                                |
| 31                                | Аладин                                | 25 ноември 1992            | Рон Клемънтс и Джон Мъскър | Рон Клемънтс, Тед Елиът, Джон Мъскър и Тери Росио | Аладин и вълшебната лампа от Хиляда и една нощ                                       | Рон Клемънтс и Джон Мъскър             |
| 32                                | Цар лъв                               | 24 юни 1994                | Роджър Алърс и Роб Минкоф | Айрин Меки, Джонатан Робъртс и Линда Улвъртън | оригинална история (донякъде вдъхновена от Хамлет на Уилям Шекспир)                  | Дон Хан                                |
| 33                                | Покахонтас                            | 23 юни 1995                | Майк Гейбриъл и Ерик Голдбърг | Карл Бингер, Сузан Грант и Филип Лазебник | Животът на Покахонтас и Джон Смит                                                    | Джеймс Пентекост                       |
| 34                                | Гърбушкото от Нотр Дам                | 21 юни 1996                | Гари Трусдейл и Кърк Уайз | Гари Трусдейл, Айрин Меки и Джонатан Робъртс | Парижката Света Богородица от Виктор Юго                                             | Дон Хан                                |
| 35                                | Херкулес                              | 27 юни 1997                | Рон Клемънтс и Джон Мъскър | Рон Клемънтс, Джон Мъскър, Доналд Макенери, Боб Шоу и Айрин Меки | Старогръцкия мит за Херакъл                                                          | Алис Деуей, Рон Клементс и Джон Мъскър |
| 36                                | Мулан                                 | 19 юни 1998                | Тони Банкрофт и Бари Кук | Робърт Сан Суци, Рита Хсиао, Филип ЛаЗебник, Крис Сандърс, Юджиния Бостуик-Сингър, Реймънд Сингър и Робърт Сан Суци                                                                                              | Балада за Мулан от Гуо Маоцян                                                        | Пам Коутс                              |
| 37                                | Тарзан                                | 18 юни 1999                | Кевин Лима и Крис Бък | Таб Мърфи, Боб Цудикър и Нони Уайт | Тарзан, храненикът на маймуните от Едгар Райс Бъроуз                                 | Бони Арнолд                            |
| 38                                | Фантазия 2000                         | 1 януари 2000              | Джеймс Елгър, Гаетан, Хендел Бътой, Франсис Глебас, Ерик Голдберг, Дон Хан и Пиксоти Хънт                                                                                   | Дон Хан, Айрин Меки, Дейвид Рейнолдс, Ерик Голдбърг, Джеймс Капобианко, Рон Мюрин, Пърси Пиърс, Карл Фалбърг, Робърт Гибс, Тери Нютън, Тод Куросава, Пат Вентура, Дон Дохърти, Стиви Уермърс, Пол и Гаетан Бризи | Храбрият оловен войник от Ханс Кристиан Андерсен                                     | Доналд Ърнст                           |
| 39                                | Динозавър                             | 19 май 2000                | Ерик Лейтън и Ралф Зондаг | Джон Харисън и Робърт Нелсън Джейкъбс | оригинална история                                                                   | Пам Марсдън                            |
| 40                                | Омагьосаният император                | 15 декември 2000           | Марк Диндъл | Дейвид Рейнолдс | оригинална история                                                                   | Ранди Фулмър                           |
| 41                                | Атлантида: Изгубената империя         | 15 юни 2001                | Гари Трусдейл и Кърк Уайз | Таб Мърфи | Легендата за Атлантида                                                               | Дон Хан                                |
| 42                                | Лило и Стич                           | 21 юни 2002                | Дийн Деблоа и Крис Сандърс | Дийн Деблоа и Крис Сандърс | оригинална история                                                                   | Кларк Спенсър                          |
| 43                                | Планетата на съкровищата              | 27 ноември 2002            | Рон Клемънтс и Джон Мъскър | Рон Клемънтс, Роб Едуардс и Джон Мъскър | Островът на съкровищата от Робърт Луис Стивънсън                                     | Рон Клемънтс, Рой Конли и Джон Мъскър  |
| 44                                | Братът на мечката                     | 1 ноември 2003             | Арън Блейс и Робърт Уокър | Таб Мърфи, Лорн Камерон, Дейвид Хоселтън, Стив Бенчич и Рон Фрийдман | оригинална история                                                                   | Игор Кайт и Чък Уилямс                 |
| 45                                | Бандата на кравите                    | 2 април 2004               | Уил Фин и Джон Санфорд | Уил Фин и Джон Санфорд | оригинална история                                                                   | Алис Деуей                             |
| 46                                | Чикън Литъл                           | 4 ноември 2005             | Марк Диндал | Рон Андерсън, Стив Бенчич и Рон Фридман | Хени Пени                                                                            | Ранди Фулмър                           |
| като Уолт Дисни Анимейшън Студиос |                                       |                            | | |                                                                                      |                                        |
| 47                                | Семейство Робинсън                    | 30 март 2007               | Стивън Джей Андерсън | Стивън Андерсън, Нейтън Грено, Дон Хал, Джо Матео, Ауриан Редсън, Майкъл Спиц и Джон Бернстияейн | Един ден с Уилбър Робинсън от Уилям Джойс                                            | Дороти Маккин                          |
| 48                                | Гръм                                  | 21 ноември 2008            | Крис Уилямс и Байрън Хауърд | Дан Фогелман и Крис Уилямс | оригинална история                                                                   | Клар Спенсър                           |
| 49                                | Принцесата и жабокът                  | 11 декември 2009           | Рон Клемънтс и Джон Мъскър | Рон Клемънтс, Роб Едуардс и Джон Мъскър | Принцесата-жаба от Елизабет Доусън Бейкър и Жабокът принц от Братя Грим              | Питър Дел Вечо                         |
| 50                                | Рапунцел и разбойникът                | 24 ноември 2010            | Нейтън Грено и Байрън Хауърд | Дан Фогелман | Рапунцел от Братя Грим                                                               | Рой Конли                              |
| 51                                | Мечо Пух                              | 15 юли 2011                | Стивън Джей Андерсън и Дон Хал | Стивън Андерсън, Клио Чанг, Дон Дохърти, Дон Хал, Кендъл Хойер, Браян Кесинджър, Никол Мичъл и Джеръми Спиърс | Мечо Пух от Алън Милн                                                                | Питър Дел Вечо и Кларк Спенсър         |
| 52                                | Разбивачът Ралф                       | 2 ноември 2012             | Рич Мур | Фил Джонстън и Дженифър Лий | оригинална история                                                                   | Кларк Спенсър                          |
| 53                                | Замръзналото кралство                 | 27 ноември 2013            | Крис Бък и Дженифър Лий | Дженифър Лий | Снежната кралица от Ханс Кристиан Андерсен                                           | Питър Дел Вечо                         |
| 54                                | Героичната шесторка                   | 7 ноември 2014             | Дон Хал и Крис Уилямс | Робърт Бард, Дан Герсън и Джордън Робъртс | Героичната шесторка от Мен ъф Екшън Студиос                                          | Рой Конли и Кристина Рийд              |
| 55                                | Зоотрополис                           | 4 март 2016                | Байрън Хауърд и Рич Мур | Джаред Буш и Фил Джонстън | оригинална история                                                                   | Кларк Спенсър                          |
| 56                                | Смелата Ваяна                         | 23 ноември 2016            | Рон Клемънтс и Джон Мъскър | Джаред Буш | оригинална история (вдъхновена от хавайския мит за Мауи)                             | Оснат Шърър                            |
| 57                                | Ралф разбива интернета                | 21 ноември 2018            | Фил Джонстън и Рич Мур | Фил Джонстън и Памела Рибън | оригинална история                                                                   | Кларк Спенсър                          |
| 58                                | Замръзналото кралство II              | 22 ноември 2019            | Крис Бък и Дженифър Лий | Дженифър Лий | филма на Крис Бък и Дженифър Лий                                                     | Питър Дел Вечо                         |
| 59                                | Рая и последният дракон               | 5 март 2021                | Дон Хал и Карлос Лопес Естрада | Адел Лим и Куи Нгуйен | оригинална история (вдъхновена от митологията на нага от Югоизточна Азия)            | Питър Дел Вечо и Оснат Шърър           |
| 60                                | Енканто                               | 24 ноември 2021            | Байрън Хауърд и Джаред Буш | Джаред Буш и Чариз Кастро Смит | оригинална история                                                                   | Ивет Мерино и Кларк Спенсър            |
| 61                                | Чуден свят                            | 24 ноември 2022            | Дон Хан | Ки Нгуиен | оригинална история                                                                   | Рон Конли                              |
| 62                                | Желание                               | 22 декември 2023           | Крис Бък и Фаун Вирасънторн | Дженифър Лий, Крис Бък, Фаун Вирасънторн и Алисън Мур | оригинална история                                                                   | Питър Дел Вечо и Хуан Пабло Рейес      |
| 63                                | Смелата Ваяна 2                       | 27 ноември 2024            | Дейв Дерик младши, Джейсън Хенд и Дейна Леду Милър | Дейна Леду Милър и Джаред Буш | филма на Джон Мъскър и Рон Клемънтс                                                  | Кристина Чен и Ивет Мерино             |

### Предстоящи филми
| #  | Филм          | Премиера           | Режисьор(и)                 | Сценарист(и) | Продуцент(и)  |
| -- | ------------- | ------------------ | --------------------------- | ------------ | ------------- |
| 64 | Зоотрополис 2 | 26 ноември 2025 г. | Джаред Буш и Джоси Тринидад | Джаред Буш   | Брад Симонсен |
| 65 | Неозаглавен   | 25 ноември 2026 г. |                             |              |               |

#### Проекти в процес на разработка
Две продължения на Замръзналото кралство са в процес на разработка, като възможна премиера за първото е 2026 г. През ноември 2023 г. Дженифър Лий разкрива, че се разработват десет проекта, включително филми, базирани на оригинални идеи.

### Свързани продукции
| Филм                          | Премиера         | Студио                |
| ----------------------------- | ---------------- | --------------------- |
| Неохотният дракон             | 20 юни 1941 г.   | Уолт Дисни Прадакшънс |
| Победа чрез въздушна мощ      | 17 юли 1943      | Уолт Дисни Прадакшънс |
| Песента на юга                | 12 ноември 1946  | Уолт Дисни Прадакшънс |
| Толкова скъп на сърцето ми    | 29 ноември 1948  | Уолт Дисни Прадакшънс |
| Мери Попинз                   | 27 август 1964   | Уолт Дисни Прадакшънс |
| Вещицата с летящото легло     | 7 октомври 1971  | Уолт Дисни Прадакшънс |
| Драконът на Пит               | 3 ноември 1977   | Уолт Дисни Прадакшънс |
| Кой натопи Заека Роджър       | 22 юни 1988      | Амблин Ентъртейнмънт  |
| Кошмарът преди Коледа         | 29 октомври 1993 | Скелингтън Прадакшънс |
| Гуфи                          | 7 април 1995     | Диснитун Студиос      |
| Джеймс и гигантската праскова | 12 април 1996    | Скелингтън Прадакшънс |
| Омагьосана                    | 21 ноември 2007  | Уолт Дисни Пикчърс    |
| Спасяването на мистър Банкс   | 13 декември 2013 | Уолт Дисни Пикчърс    |
| Мери Попинз се завръща        | 19 декември 2018 | Уолт Дисни Пикчърс    |

## Филмови периоди
Филмите на студиото обикновено се разделят на различни ери (периоди):
- Златната ера на Дисни: период, в който са произведени филми приживе на Уолт Дисни. Дисни създава успешни филми през златната ера на американската анимация. Този период започва с филма Снежанка и седемте джуджета (1937) и продължава до филма Книга за джунглата (1967), въпреки че понякога се включва и следващата ера, която започва след смъртта на Уолт Дисни, който започва работа по филмите, докато е жив.
  - Филмите от Поздрави, приятели (1942) до Приключенията на Икабод и мистър Тоуд (1949) се разглеждат като Ера на пакетните филми, тъй като филмите от този период са съставени от пакети от различни късометражни филми, обединени в пълнометражен филм. Първите пет филма също се отнасят към Златната ера на Дисни, а филмите от 50-те и 60-те години – към Сребърната ера на Дисни.
- Тъмната ера на Дисни: период, в който филмите (от 70-те и 80-те години) са издадени след смъртта на Уолт Дисни. Филмите нямат същия успех като тези от предходната ера. Този период започва с филма Аристокотките (1970) и продължава до филма Оливър и приятели (1988).
  - Филмите от тази ера също обикновено се разделят на две части, като тези от 70-те години се включват в Бронзовата ера на Дисни, тъй като имат по-голямо значение от тези от следващото десетилетие, включени в Тъмната ера на Дисни, тъй като те са по-малко успешни.
- Ренесанс на Дисни: период, в който филмите на студиото отново се радват на голям успех, както в бокс офиса, така и на популярност. Започва с филма Малката русалка (1989) и продължава до Тарзан (1999).
- Постренесанс на Дисни: период, известен като Ера на експериментите, тъй като студиото се фокусира върху експериментирането с различни форми на анимация и различни стилове на разказване на истории. Започва с филма Фантазия 2000 (2000) и продължава до Семейство Робинсън (2007).
- Възраждане на Дисни: период, в който студиото започва да се фокусира върху непрекъснатото производство на анимационни филми, които също имат по-голям успех от онези, принадлежащи на предишната ера, както в бокс офиса, така и на популярността. Освен това в студиото изоставя традиционната анимация, за да се фокусира върху производството на компютърни анимационни филми. Започва от филма Гръм (2008) и продължава до филма Смелата Ваяна (2016),[10] а също и с филмите, произведени след това.

## Награди и номинации на Академията
| Снежанка и седемте джуджета     | Снежанка и седемте джуджета | Снежанка и седемте джуджета |
| ------------------------------- | --- | --------------------------- |
| Музика (Песен)                  | Музикален отдел на Уорт Дисни Студио, Ли Харлайн, ръководител на отдела (автори: Франк Чърчил, Ли Харлайн и Пол Джей Смит | Номиниран                   |
| Спациална награда               | На Уолт Дисни за филма Снежанка и седемте джуджета, признат като значителна иновация на екрана, която очарова милиони, пионер в киното за анимационен пълнометражен филм.                                                                                  | Печели                      |
| Пинокио                         | |                             |
| Музика (Оригинална песен)       | Ли Харлайн, Пол Джей Смит и Нед Уошнгтън | Печелят                     |
| Музика (Песен)                  | When You Wish Upon a Star, музика: Ли Харлайн, текст: Нед Уошингтън | Печелят                     |
| Фантазия                        | |                             |
| Специална награда               | На Уолт Дисни, Уилям Гарити, Джон Н. А. Хокинс и RCA Manufacturing Company за изключителния им принос за напредъка на използването на звук във филми чрез продукцията Фантазия.                                                                            | Печелят                     |
| Специална награда               | На Леополд Стоковски и неговите сътрудници за уникалното им постижение в създаването на нова форма на визуализирана музика в продукцията на Уолт Дисни, Фантазия, като по този начин разширява обхвата на киното като развлечение и като форма на изкуство | Печелят                     |
| Дъмбо                           | |                             |
| Музика                          | Франк Чърчил, Оливър Уолъс | Печелят                     |
| Музика (Песен)                  | Baby Mine, музика: Франк Чърчил, текст: Нед Уошингтън | Печелят                     |
| Бамби                           | |                             |
| Музика (за драма или комедия)   | Франк Чърчил, Едуард Плъмб | Номинирани                  |
| Музика (Песен)                  | Love Is a Song, музика: Франк Чърчил, текст: Лари Мори | Номинирани                  |
| Най-добър звук                  | Музикален отдел на Уолт Дисни Студио, Сам Слифилд, музикален режисьор | Номинирани                  |
| Поздрави, приятели              | |                             |
| Музика                          | Чарлс Уолкот, Едуард Плъмб, Пол Джей Смит | Номинирани                  |
| Музика (Песен)                  | Saludos Amigos, музика: Чарлс Уолкот, текст: Нед Уошингтън | Номинирани                  |
| Най-добър звук                  | Музикален отдел на Уолт Дисни Студио, Сам Слифилд, музикален режисьор | Номинирани                  |
| Тримата кабалерос               | |                             |
| Музика                          | Чарлс Уолкот, Едуард Плъмб и Пол Джей Смит | Номинирани                  |
| Най-добър звук                  | Музикален отдел на Уолт Дисни Студио, Сам Слифилд, музикален режисьор | Номинирани                  |
| Пепеляшка                       | |                             |
| Музика                          | Оливър Уолас, Пол Джей Смит | Номинирани                  |
| Музика (Песен)                  | Bibbidi-Bobbidi-Boo, музика и текст: Мак Дейвид, Ал Хофман и Джери Ливингстън | Номинирани                  |
| Най-добър звук                  | Музикален отдел на Уолт Дисни Студио, Сам Слифилд, музикален режисьор | Номинирани                  |
| Алиса в Страната на чудесата    | |                             |
| Музика                          | Оливър Уолас | Номиниран                   |
| Спящата красавица               | |                             |
| Музика                          | Джордж Брънс | Номиниран                   |
| Мечът в камъка                  | |                             |
| Музика (за музикална адаптация) | Джордж Брънс | Номиниран                   |
| Книга за джунглата              | |                             |
| Музика (Песен)                  | The Bare Necessities, музика и текст: Тери Джилкисън | Номиниран                   |
| Робин Худ                       | |                             |
| Музика (Песен)                  | Love, музика: Джордж Брънс, текст: Флойд Хъдълстон | Номинирани                  |
| Спасителите                     | |                             |
| Музика (Оригинална песен)       | Someone's Waiting for You, музика: Сами Файн, текст: Карол Конърс и Айн Робинс | Номинирани                  |
| Малката рускалка                | |                             |
| Музика (Оригинална песен)       | Алан Менкен | Печелят                     |
| Музика (Оригинална песен)       | Under the Sea, музика: Алан Менкен, текст: Хоуард Ашман | Печелят                     |
| Музика (Оригинална песен)       | Kiss the Girl, музика: Алан Менкен, текст: Хоуард Ашман | Номинирани                  |
| Красавицата и Звяра             | |                             |
| Музика (Оригинална песен)       | Алан Менкен | Номинирани                  |
| Музика (Оригинална песен)       | Beauty and the Beast, музика: Алан Менкен, текст: Хоуард Ашман | Номинирани                  |
| Музика (Оригинална песен)       | Be Our Guest, музика: Алан Менкен, текст: Хоуард Ашман | Номинирани                  |
| Музика (Оригинална песен)       | Belle, музика: Алан Менкен, текст: Хоуард Ашман | Номинирани                  |
| Най-добър филм                  | Дон Хан, продуцент | Номинирани                  |
| Звук                            | Тери Портър, Мел Меткалфи, Дейвид Джей Хъдсън, Док Кейн | Номинирани                  |
| Аладин                          | |                             |
| Музика                          | Алан Менкен | Печелят                     |
| Музика (Оригинална песен)       | A Whole New World, музика: Алан Менкен, текст: Тим Райс | Печелят                     |
| Музика (Оригинална песен)       | Friend Like Me, музика: Алан Менкен, текст: Хоуард Ашман | Номинирани                  |
| Звук                            | Тери Портър, Мел Меткалфи, Дейвид Джей Хъдсън, Док Кейн | Номинирани                  |
| Музикални ефекти                | Марк Мангини | Номинирани                  |
| Цар лъв                         | |                             |
| Музика                          | Ханс Цимер | Печелят                     |
| Музика (Оригинална песен)       | Can You Feel the Love Tonight, музика: Елтън Джон, текст: Тим Райс | Печелят                     |
| Музика (Оригинална песен)       | Circle of Life, музика: Елтън Джон, текст: Тим Райс | Номинирани                  |
| Музика (Оригинална песен)       | Hakuna Matata, музика: Елтън Джон, текст: Тим Райс | Номинирани                  |
| Покахонтас                      | |                             |
| Музика (Мюзикъл или комедия)    | Музика: Алан Менкен, текст: Стевън Шварц | Печелят                     |
| Музика (Оригинална песен)       | Colors of the Wind, музика: Алан Менкен, текст: Стивън Шварц | Печелят                     |
| Гърбушкото от Нотр Дам          | |                             |
| Музика (Мюзикъл или комедия)    | Музика: Алан Менкен, текст: Стивън Шварц | Номинирани                  |
| Херкулес                        | |                             |
| Музика (Оригинална песен)       | Go the Distance, музика: Алан Менкен, текст: Дейвид Ципел | Номинирани                  |
| Мулан                           | |                             |
| Музика (Мюзикъл или комедия)    | Музика: Матю Уайлдър, текст: Дейвид Ципел | Номинирани                  |
| Тарзан                          | |                             |
| Музика (Оригинална песен)       | You'll Be in My Heart, музика и текст: Фил Колинс | Печели                      |
| Омагьосаният император          | |                             |
| Музика (Оригинална песен)       | My Funny Friend and Me, музика: Стинг и Дейвид Хартли, текст: Стинг | Номинирани                  |
| Лило и Стич                     | |                             |
| Пълнометражен анимационен филм  | Крис Сандърс | Номиниран                   |
| Планетата на съкровищата        | |                             |
| Пълнометражен анимационен филм  | Рон Клементс | Номиниран                   |
| Братът на мечката               | |                             |
| Пълнометражен анимационен филм  | Аарон Блейс и Робърт Уалкър | Номинирани                  |
| Гръм                            | |                             |
| Пълнометражен анимационен филм  | Крис Уилямс и Байрън Хоуард | Номинирани                  |
| Принцесата и жабокът            | |                             |
| Пълнометражен анимационен филм  | Джон Мъскър и Рон Клементс | Номинирани                  |
| Музика (Оригинална песен)       | Almost There, музика и текст: Ранди Нюман | Номинирани                  |
| Музика (Оригинална песен)       | Down in New Orleans, музика и текст: Ранди Нюман | Номинирани                  |
| Рапунцел и разбойникът          | |                             |
| Музика (Оригинална песен)       | I See the Light, музика: Алан Менкен, текст: Глен Слейтър | Номинирани                  |
| Разбивачът Ралф                 | |                             |
| Пълнометражен анимационен филм  | Рич Мур | Номиниран                   |
| Замръзналото кралство           | |                             |
| Пълнометражен анимационен филм  | Крис Бък, Дженифър Лий и Петър Дел Вечо | Печелят                     |
| Музика (Оригинална песен)       | Let It Go, музика и текст: Кристен Андерсън-Лопес и Робърт Лопес | Печелят                     |
| Героичната шесторка             | |                             |
| Пълнометражен анимационен филм  | Дан Хал, Крис Уилямс и Рой Конли | Печелят                     |
| Зоотрополис                     | |                             |
| Пълнометражен анимационен филм  | Байрън Хоуард, Рич Мур и Кларк Спенсър | Печелят                     |
| Смелата Ваяна                   | |                             |
| Пълнометражен анимационен филм  | Джон Мъскър, Рон Клементс и Оснат Шърър | Номинирани                  |
| Музика (Оригиналан песен)       | How Far I'll Go, музика и текст: Лин-Мануел Миранда | Номинирани                  |
| Ралф разбива интернета          | |                             |
| Пълнометражен анимационен филм  | Рич Мур, Фил Джонстън и Кларк Спенсър | Номинирани                  |
| Замръзналото кралство II        | |                             |
| Музика (Оригинална песен)       | Into the Unknown, музика и текст: Кристен Андерсън-Лопес и Робърт Лопес | Номинирани                  |